# East Liverpool
East Liverpool ist eine City in der Columbiana County, Ohio, Vereinigte Staaten. Bei der Volkszählung 2020 hatte die Stadt 9958 Einwohner. Sie liegt am Ufer des Ohio River und grenzt an die Bundesstaaten Pennsylvania und West Virginia. Bedingt durch den Rückgang der Töpferindustrie nahm die Einwohnerzahl zwischen 1980 und 2000 um 4000 Einwohner ab.

## Geschichte
Das Gebiet war vor Ankunft der europäischen Siedler Stammesgebiet verschiedener Irokesen-Stämme. Die Geschichte der Stadt beginnt mit dem Landerwerb nach dem Land Act durch Isaac Craig im Jahr 1796. Anfänglich nannte man die darauf entstandene Siedlung St. Clair, zu Ehren von St. Clair Arthur, Gouverneur des Nordwest-Territoriums. Von Craig erwarb Thomas Fawcett am 1. Juli 1800 Land und siedelte als erster Europäer auf dem heutigen Gemeindegebiet. Anfangs wurde der Ort allgemein nach seinem Gründer nur Fawcettstown genannt. Den heutigen Stadtnamen verdankt er einem englischen Töpfer, der den Ort Liverpool nannte. Allerdings bestand schon ein zweites Liverpool in Ohio im Medina County, deswegen wurde die Siedlung 1834 in East Liverpool umbenannt.
Bedingt durch das Vorkommen von gelbem Ton in der Umgebung der Stadt wurde die Töpferei in den Gründungsjahren und danach einer der wichtigsten Industriezweige. Um 1880 beanspruchte die Stadt den Status, die größte Töpferei der Welt, die Firma Knowles, Taylor & Knowles Pottery, zu beherbergen. Der Ton wurde allerdings zu dieser Zeit aus anderen Staaten importiert, da im Laufe der Zeit weiße Tonware die gelbe verdrängt hatte. Durch die große Zahl der Töpfereien bekam East Liverpool auch den Spitznamen Crockery City (Töpferstadt). Bis heute ist die Töpferei der wichtigste Geschäftszweig der Stadt.
East Liverpool beherbergt einen Campus der Kent State University mit Schwerpunkt Computertechnologie, Ergotherapie und Physiotherapie.

## Persönlichkeiten
East Liverpool ist die Heimatstadt des ehemaligen University-of-Notre-Dame-Fußballtrainers Lou Holtz.
In den 1920er Jahren lebte der Bankräuber Pretty Boy Floyd in East Liverpool. Hier wurde er auch nach einem seiner Banküberfälle von der Polizei erschossen. Das Grab des Bankräubers liegt in der Stadt.
In der Stadt wurden der Autorennfahrer und Unternehmer Seth Neiman sowie der Weihbischof in Youngstown Benedict Charles Franzetta geboren.